# Latif Yalınlı
Latif Yalınlı (* 1906 in Istanbul; † 6. Februar 1965 ebenda) war ein türkischer Fußballspieler. Durch seine langjährige Tätigkeit für Galatasaray Istanbul wird er mit diesem Verein assoziiert. Er gehörte jener Galatasaray-Mannschaft an, die in den 1920er und 1930er Jahren den türkischen Fußball dominierte und fünf von acht möglichen Istanbuler Meisterschaften holte.

## Spielerkarriere

### Verein
Yalınlı begann seine Fußballspielerkarriere beim Istanbuler Verein Süleymaniye SK und spielte mit diesem in der İstanbul Futbol Ligi (dt. Istanbuler Fußballliga). Diese Liga ersetzte bzw. vereinigte im Sommer 1923 alle vorherigen Istanbuler Ligen und sorgte dafür, dass alle bekannten Istanbuler Vereine in der gleichen Liga spielten. Da damals in der Türkei keine landesübergreifende Profiliga existierte, existierten stattdessen in den Ballungszentren wie Istanbul, Ankara und Izmir regionale Ligen, von denen die İstanbul Ligi (auch İstanbul Futbol Ligi genannt) als die Renommierteste galt.
Nachdem er bis zum Sommer 1927 für Süleymaniye aktiv gewesen war, wechselte er zur Saison 1927/28 innerhalb der Istanbuler Fußballliga zum amtierenden Meister Galatasaray Istanbul. Bei seinem neuen Arbeitgeber etablierte er sich sofort als Stammspieler und bildete mit den anderen beiden Stürmern Mehmet Leblebi und Kemal Faruki ein erfolgreiches Sturmtrio. Mit sieben Toren, die er in acht Ligaspielen erzielte, wurde er in seiner ersten Saison für diesen Verein in der Saison 1928/29 hinter Leblebi der zweiterfolgreichste Torschütze seines Vereins. In dieser Spielzeit wurde er mit seinem Verein auch Istanbuler Meister. Nachdem er mit seinem Verein die Meisterschaft in der Saison 1929/30 an den Erzrivalen Fenerbahçe Istanbul vergeben hatte, konnte er mit seinem Klub in der Saison 1930/31 die Meisterschaft wieder für sich entscheiden. Yalınlı erzielte in dieser Saison zehn Tore in zehn Spielen und war damit hinter Faruki zweiterfolgreichste Torschütze seines Vereins.
Für Galatasaray spielte Yalınlı bis zum Sommer 1933.

### Nationalmannschaft
Yalınlı begann seine Nationalmannschaftskarriere 1927 mit einem Einsatz für die türkische Nationalmannschaft im Testspiel gegen die Bulgarische Nationalmannschaft. In diesem Länderspieldebüt erzielte er gleich zwei Tore. Bis zum April 1928 absolvierte er zwei weitere Länderspiele und erzielte dabei ein Tor.

## Tod
Yalınlı wurde am 6. Februar 1965 in seiner Wohnung tot aufgefunden. Als Todesursache wurde eine Überdosis an Schlaftabletten festgestellt.

## Erfolge
Mit Galatasaray Istanbul
- Meister der İstanbul Futbol Ligi: 1928/29, 1930/31
- Sieger im Gazi Büstü: 1928/29